# Chapelle-Guillaume
Chapelle-Guillaume is een gemeente in het Franse departement Eure-et-Loir (regio Centre-Val de Loire) en telt 197 inwoners (2005). De plaats maakt deel uit van het arrondissement Nogent-le-Rotrou.

## Geografie
De oppervlakte van Chapelle-Guillaume bedraagt 19,0 km², de bevolkingsdichtheid is 10,4 inwoners per km².
De onderstaande kaart toont de ligging van Chapelle-Guillaume met de belangrijkste infrastructuur en aangrenzende gemeenten.

## Demografie
Onderstaande figuur toont het verloop van het inwonertal (bron: INSEE-tellingen).